# Biržai (gemeente)
Biržai is een van de 60 Litouwse gemeenten, in het district Panevėžys.
De hoofdplaats is de gelijknamige stad Biržai. De gemeente telt 33.500 inwoners op een oppervlakte van 1476 km².

## Plaatsen in de gemeente
Plaatsen met inwonertal (2001):
- Biržai – 15262
- Vabalninkas – 1328
- Biržų kaimas – 874
- Nemunėlio Radviliškis – 729
- Rinkuškiai – 703
- Medeikiai – 656
- Kirdonys – 492
- Naciūnai – 455
- Germaniškis – 429
- Parovėja – 402